# Erdtmanithecales
Erdtmanithecales — вимерлий порядок голонасінних рослин, відомий з мезозойської ери. Відомі останки включають пилкові органи, насіннєві шишки та насіння, пов'язані з пилком Eucommiidites, який вважається діагностичним для порядку. Порядок вперше описано в 1996 році. У той час як пилок Eucommiidites вперше з'являється в ранньому юрському періоді, пов'язані з ним залишки квітів не знаходять до ранньої крейди. Вважається, що група тісно пов'язана з Gnetales, а також, можливо, з Bennettitales.

## Систематика
Erdtmanithecales Friis and Pedersen 1996
- родина Erdtrnanithecaeae Friis and Pedersen 1996
  - рід Erdtmanitheca Pedersen, Crane & Friis, 1989
    - вид Erdtmanitheca portucalensis Mendes et al., 2010 — (апт-альб), Лузитанський басейн, Португалія
    - вид Erdtmanitheca texensis Pedersen, Crane & Friis, 1989 — формація Вудбайн, Техас, США, сеноман

  - рід Erdtmanispermum Pedersen, Crane & Friis, 1989
    - вид Erdtmanispermum juncalense Mendes et al., 2007 — беріас, Лузитанський басейн, Португалія
    - вид Erdtmanispermum balticum Pedersen, Crane & Friis, 1989 — формація Юдегард, Данія, беріас-валанжин

  - рід Eucommiitheca Friis and Pedersen 1996
    - вид Eucommiitheca hirsuta Friis and Pedersen 1996 — барем-апт, Лузитанський басейн, Португалія

  - рід Bayeritheca Kvaček and Pacltová, 2001
    - вид Bayeritheca hugesii — перуцко-Коричанська формація, Богемія, Чехія, сеноман
- Incertae sedis
  - рід Araripestrobus Seyfullah, E.A.Roberts, A.R.Schmidt et L.Kunzmann, 2020
    - вид Araripestrobus resinosus Seyfullah, E.A.Roberts, A.R.Schmidt et L.Kunzmann, 2020 — формація Крато, Бразилія, апт